# Oscar D'Agostino
Oscar D'Agostino (Avelino, 29 de agosto de 1901 – Roma, 16 de março de 1975) foi um químico italiano, um dos Rapazes da Via Panisperna, o grupo de jovens cientistas liderado por Enrico Fermi: todos eles eram físicos, exceto D'Agostino que era químico.
Em 1934 contribuiu com o experimento de Fermi (que deu a Fermi a possibilidade de ganhar o  Prêmio Nobel de 1938) para mostrar as propriedades de nêutrons lentos. Isto abriu caminho para a descoberta da fissão nuclear, e depois para a construção da primeira bomba nuclear. 